# 倫義華
倫義華主教(英文：The Right Reverend Gerald Heath Lander，舊譯「倫治華」1861年8月14日—1934年11月14日），是一位在20世紀初的英國聖公會主教。
他出生於1861年8月14日和在劍橋大學三一學院畢業。他在1884年將臨期第四主日（12月21日）於利物浦聖彼得臨時座堂被首任聖公會利物浦主教萊爾封為會吏，1885年被按立為牧師，最初擔任利物浦聖布里奇堂助理聖品。他曾在愛華頓聖本德堂、利特蘭聖腓力堂及利物浦聖西浦廉堂當主任牧師，他在1907年被任命第五任香港維多利亞主教，並在當年聖彼得日（6月29日）由坎特伯雷大主教大衛臣於蘭柏牧區聖堂祝聖。他在香港擔任了主教13年，兼任聖保羅書院校長，三年後將校長職位交給其未來女婿史超域。1920年他返回英國，他任紐班列特聖三一堂主任牧師直到他在1933年退休，退休後領銜百福會吏長及聖奧爾本斯教區助理主教（自1924年起）。1934年11月14日—他退休後大約一年後—在英皇十字車站內突然暈倒去世。